# Marek Lemberger
Marek Lemberger (ur. 1939 w Krakowie, zm. 26 września 2021) – polski geolog, dr hab.

## Życiorys
Studiował geofizykę na Wydziale Geologiczno-Poszukiwawczym Akademii Górniczo-Hutniczej. Obronił pracę doktorską, następnie uzyskał stopień doktora habilitowanego. Został zatrudniony na stanowisku profesora w Ośrodku Badawczo-Rozwojowym Górnictwa Surowców Chemicznych "Chemkop" Sp. z o.o.
Był profesorem nadzwyczajnym w Katedrze Geofizyki na Wydziale Geologii, Geofizyki i Ochrony Środowiska Akademii Górniczo-Hutniczej im. Stanisława Staszica.
Awansował na stanowisko dziekana na Wydziale Geologii, Geofizyki i Ochrony Środowiska Akademii Górniczo-Hutniczej im. Stanisława Staszica, oraz członka Komisji Nauk Geologicznych na III  Wydziale – Komisje Naukowe; Oddziału Polskiej Akademii Nauk w Krakowie.
Zmarł 26 września 2021.

## Wyróżnienia
- Odznaka "Zasłużony dla polskiej geologii"[1]
- Złoty Krzyż Zasługi (1998)[3]